# هارفي زاكس
هارفي زاكس (بالإنجليزية: Harvey Sachs)‏ هو عالم موسيقى أمريكي وكندي، ولد في 8 يونيو 1946 في كليفلاند في الولايات المتحدة.

## وصلات خارجية
- هارفي زاكس على موقع ميوزك برينز (الإنجليزية)
- هارفي زاكس على موقع ديسكوغز (الإنجليزية)